# آب مقدس (فیلم ۲۰۰۳)
آب مقدس (به هندی: Gangaajal) فیلمی محصول سال ۲۰۰۳ و به کارگردانی پراکاش جها است. در این فیلم بازیگرانی همچون اجی دیوگن، گریسی سینگ، ماکش تیواری، آکیلندرا میشرا، یاشپال شارما ایفای نقش کرده‌اند.